# Jazzy (film)
 (juillet 2024).
La mise en forme du texte ne suit pas les recommandations de Wikipédia : il faut le « wikifier ».
Les points d'amélioration suivants sont les cas les plus fréquents. Le détail des points à revoir est peut-être précisé sur la page de discussion.
- Les titres sont pré-formatés par le logiciel. Ils ne sont ni en capitales, ni en gras.
- Le texte ne doit pas être écrit en capitales (les noms de famille non plus), ni en gras, ni en italique, ni en « petit »…
- Le gras n'est utilisé que pour surligner le titre de l'article dans l'introduction, une seule fois.
- L'italique est rarement utilisé : mots en langue étrangère, titres d'œuvres, noms de bateaux, etc.
- Les citations ne sont pas en italique mais en corps de texte normal. Elles sont entourées par des guillemets français : « et ».
- Les listes à puces sont à éviter, des paragraphes rédigés étant largement préférés. Les tableaux sont à réserver à la présentation de données structurées (résultats, etc.).
- Les appels de note de bas de page (petits chiffres en exposant, introduits par l'outil «  Source ») sont à placer entre la fin de phrase et le point final[comme ça].
- Les liens internes (vers d'autres articles de Wikipédia) sont à choisir avec parcimonie. Créez des liens vers des articles approfondissant le sujet. Les termes génériques sans rapport avec le sujet sont à éviter, ainsi que les répétitions de liens vers un même terme.
- Les liens externes sont à placer uniquement dans une section « Liens externes », à la fin de l'article. Ces liens sont à choisir avec parcimonie suivant les règles définies. Si un lien sert de source à l'article, son insertion dans le texte est à faire par les notes de bas de page.
- La présentation des références doit suivre les conventions bibliographiques. Il est recommandé d'utiliser les modèles {{Ouvrage}}, {{Chapitre}}, {{Article}}, {{Lien web}} et/ou {{Bibliographie}}. Le mode d'édition visuel peut mettre en forme automatiquement les références.
- Insérer une infobox (cadre d'informations à droite) n'est pas obligatoire pour parachever la mise en page.

Pour une aide détaillée, merci de consulter Aide:Wikification.
Si vous pensez que ces points ont été résolus, vous pouvez retirer ce bandeau et améliorer la mise en forme d'un autre article.
Pour plus de détails, voir Fiche technique et Distribution.
Jazzy est un film dramatique américain de 2024 réalisé et produit par Morrisa Maltz, à partir d'un scénario de Maltz, Lainey Bearkiller Shangreaux, Vanara Taing et Andrew Hajek. Le film fait suite à The Unknown Country de Maltz. Il met en vedette Jasmine Bearkiller Shangreaux, Syrieh Foohead Means, Richard Ray Whitman, Raymond Lee et Lily Gladstone. Gladstone, Mark Duplass et Jay Duplass sont les producteurs exécutifs.
Le film fait sa première mondiale au festival du film de Tribeca le 9 juin 2024.

## Synopsis
Jazzy fait face aux défis de l’enfance. Lorsque sa meilleure amie s’éloigne, elle éprouve des sentiments de perte et d’indépendance.

## Distribution
- Jasmine Bearkiller Shangreaux : Jazzy
- Syrieh Foohead Means
- Richard Ray Whitman : grand-père August
- Raymond Lee : Isaac
- Lily Gladstone : Tana

## Production
En février 2024, il est annoncé que Jasmine Bearkiller Shangreaux, Syriah Foohead Means, Richard Ray Whitman, Raymond Lee et Lily Gladstone rejoignent le casting du film. Gladstone, Mark Duplass et Jay Duplass sont producteurs exécutifs et Marissa Maltz réalisere le scénario qu'elle coécrit avec Lainey Bearkiller Shangreaux, Vanara Taing et Andrew Hajek.
La production s'achève en juillet 2023, SAG-AFTRA ayant accordé un accord provisoire pour le film.

## Sortie
Le film est présenté en première mondiale au festival du film de Tribeca le 9 juin 2024,.